# 青林寺 (埼玉県宮代町)
青林寺（しょうりんじ）は、埼玉県南埼玉郡宮代町にある真言宗智山派の寺院。

## 歴史
創建年代は不明である。ただ1697年（元禄10年）の検地帳に記載されていることから、江戸時代前期には既に存在していたものと推測される。1767年（明和4年）に中興された。同町の西光院の末寺である。
明治以降は無住（住職不在）の時期が多かったことから、1925年（大正14年）まで百間村の村役場が当寺に置かれていた。

## 交通アクセス
- 東武動物公園駅より徒歩28分。